# Spazio retromammario
Lo spazio retromammario
è un tessuto areolare che separa il seno dal muscolo maggiore pettorale.
Lo spazio retromammario è spesso il luogo di impianto delle protesi al seno a causa della sua posizione chiave lontano dai nervi e dalle strutture che supportano il seno come i legamenti di Cooper.